# (185250) Korostychiv
(185250) Korostychiv (nom international (185250) Korostyshiv) est un astéroïde de la ceinture principale.

## Description
(185250) Korostyshiv est un astéroïde de la ceinture principale. Il fut découvert le 17 octobre 2006 à Androuchivka par l'observatoire astronomique d'Androuchivka. Il présente une orbite caractérisée par un demi-grand axe de 3,14 UA, une excentricité de 0,09 et une inclinaison de 9,2° par rapport à l'écliptique.

## Compléments